# FIFA Ballon d’Or 2015

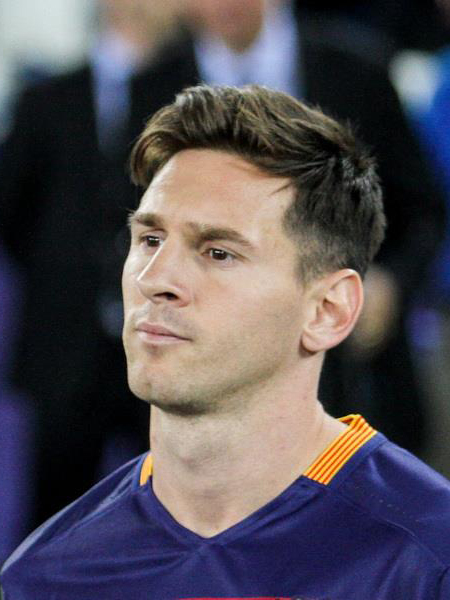
Weltfußballer des Jahres 2015
Lionel Messi

Der 60. Ballon d’Or (französisch für Goldener Ball) wurde für das Jahr 2015 zum sechsten Mal gemeinsam von der Zeitschrift France Football und dem Fußball-Weltverband FIFA unter der Bezeichnung FIFA Ballon d’Or verliehen und kürte den „Weltfußballer des Jahres“.
Am 20. Oktober 2015 wurden die 23 Kandidaten für die Weltfußballerwahl bekannt gegeben, bereits einen Tag zuvor wurden die Kandidatinnen für die Wahl zur Weltfußballerin veröffentlicht. Am 30. November 2015 wurden die drei Spieler mit den meisten Stimmen bekannt gegeben, diese waren Cristiano Ronaldo, Lionel Messi und Neymar. Die Bekanntgabe des Gewinners und die Siegerehrung fand am 11. Januar 2016 bei der FIFA-Ballon-d’Or-Gala im Kongresshaus in Zürich statt.

## Abstimmungsmodus
Verliehen wurde der Preis von einer Jury, die sich aus Nationaltrainern, Nationalmannschaftskapitänen und Fachjournalisten zusammensetzte. Diese vergaben an drei Spieler aus einer von der France-Football-Redaktion und der FIFA gemeinsam vorgegebenen Liste fünf, drei bzw. einen Punkt. Dabei sollte die Leistung der Spieler im gesamten jeweiligen Kalenderjahr gewürdigt werden. Da die drei Gruppen von Abstimmenden unterschiedliche Wählerzahlen aufweisen, die Voten dieser drei „Wahlkollegien“ aber je exakt ein Drittel des Gesamtergebnisses ausmachen sollen, wurden die absoluten Punktzahlen anschließend in Prozentangaben umgerechnet und so veröffentlicht.

## Ergebnis
Lionel Messi gewann seinen fünften Ballon d’Or und vergrößerte damit seinen Vorsprung auf die dreimaligen Gewinner Marco van Basten (1988, 1989, 1992), Johan Cruyff (1971, 1973, 1974), Michel Platini und Cristiano Ronaldo (2008, 2013, 2014).
| Platzierung | Name               | Nationalität   | Verein 2015                        | Stimmenanteil |
| ----------- | ------------------ | -------------- | ---------------------------------- | ------------- |
| 1.          | Lionel Messi       | Argentinien    | FC Barcelona                       | 41,33 %       |
| 2.          | Cristiano Ronaldo  | Portugal       | Real Madrid                        | 27,76 %       |
| 3.          | Neymar             | Brasilien      | FC Barcelona                       | 7,86 %        |
| 4.          | Robert Lewandowski | Polen          | FC Bayern München                  | 4,17 %        |
| 5.          | Luis Suárez        | Uruguay        | FC Barcelona                       | 3,38 %        |
| 6.          | Thomas Müller      | Deutschland    | FC Bayern München                  | 2,21 %        |
| 7.          | Manuel Neuer       | Deutschland    | FC Bayern München                  | 1,97 %        |
| 8.          | Eden Hazard        | Belgien        | FC Chelsea                         | 1,33 %        |
| 9.          | Andrés Iniesta     | Spanien        | FC Barcelona                       | 1,24 %        |
| 10.         | Alexis Sánchez     | Chile          | FC Arsenal                         | 1,18 %        |
| 11.         | Zlatan Ibrahimović | Schweden       | Paris Saint-Germain                | 1,13 %        |
| 12.         | Yaya Touré         | Elfenbeinküste | Manchester City                    | 0,89 %        |
| 13.         | Sergio Agüero      | Argentinien    | Manchester City                    | 0,86 %        |
| 14.         | Javier Mascherano  | Argentinien    | FC Barcelona                       | 0,79 %        |
| 15.         | Paul Pogba         | Frankreich     | Juventus Turin                     | 0,72 %        |
| 16.         | Gareth Bale        | Wales          | Real Madrid                        | 0,65 %        |
| 17.         | Arturo Vidal       | Chile          | Juventus Turin / FC Bayern München | 0,58 %        |
| 18.         | Kevin De Bruyne    | Belgien        | VfL Wolfsburg / Manchester City    | 0,47 %        |
| 19.         | James Rodríguez    | Kolumbien      | Real Madrid                        | 0,45 %        |
| 20.         | Karim Benzema      | Frankreich     | Real Madrid                        | 0,40 %        |
| 21.         | Toni Kroos         | Deutschland    | Real Madrid                        | 0,2931 %      |
| 22.         | Arjen Robben       | Niederlande    | FC Bayern München                  | 0,2930 %      |
| 23.         | Ivan Rakitić       | Kroatien       | FC Barcelona                       | 0,05 %        |

## Abstimmung
Die Voten der Teamkapitäne, Nationaltrainer und Medienvertreter wurden nach der Gala im Detail veröffentlicht.
Voten aus deutschsprachigen Ländern im Detail
- Deutschland
  - Karlheinz Wild (KICKER Sportmagazin): 1. Messi, 2. Müller, 3. Cristiano Ronaldo
  - Joachim Löw: 1. Neuer, 2. Müller, 3. Kroos
  - Bastian Schweinsteiger: 1. Neuer, 2. Müller, 3. Neymar
- Österreich
  - Walter Kowatsch-Schwarz (freier Journalist): 1. Messi, 2. Cristiano Ronaldo, 3. Neymar
  - Marcel Koller: 1. Cristiano Ronaldo, 2. Hazard, 3. De Bruyne
  - Christian Fuchs: 1. Neuer, 2. Hazard, 3. Cristiano Ronaldo
- Schweiz
  - Christophe Cerf: 1. Messi, 2. Cristiano Ronaldo, 3. Lewandowski
  - Vladimir Petković: 1. Messi, 2. Cristiano Ronaldo, 3. Müller
  - Gökhan Inler: 1. Cristiano Ronaldo, 2. Messi, 3. Neymar

## Weitere Auszeichnungen

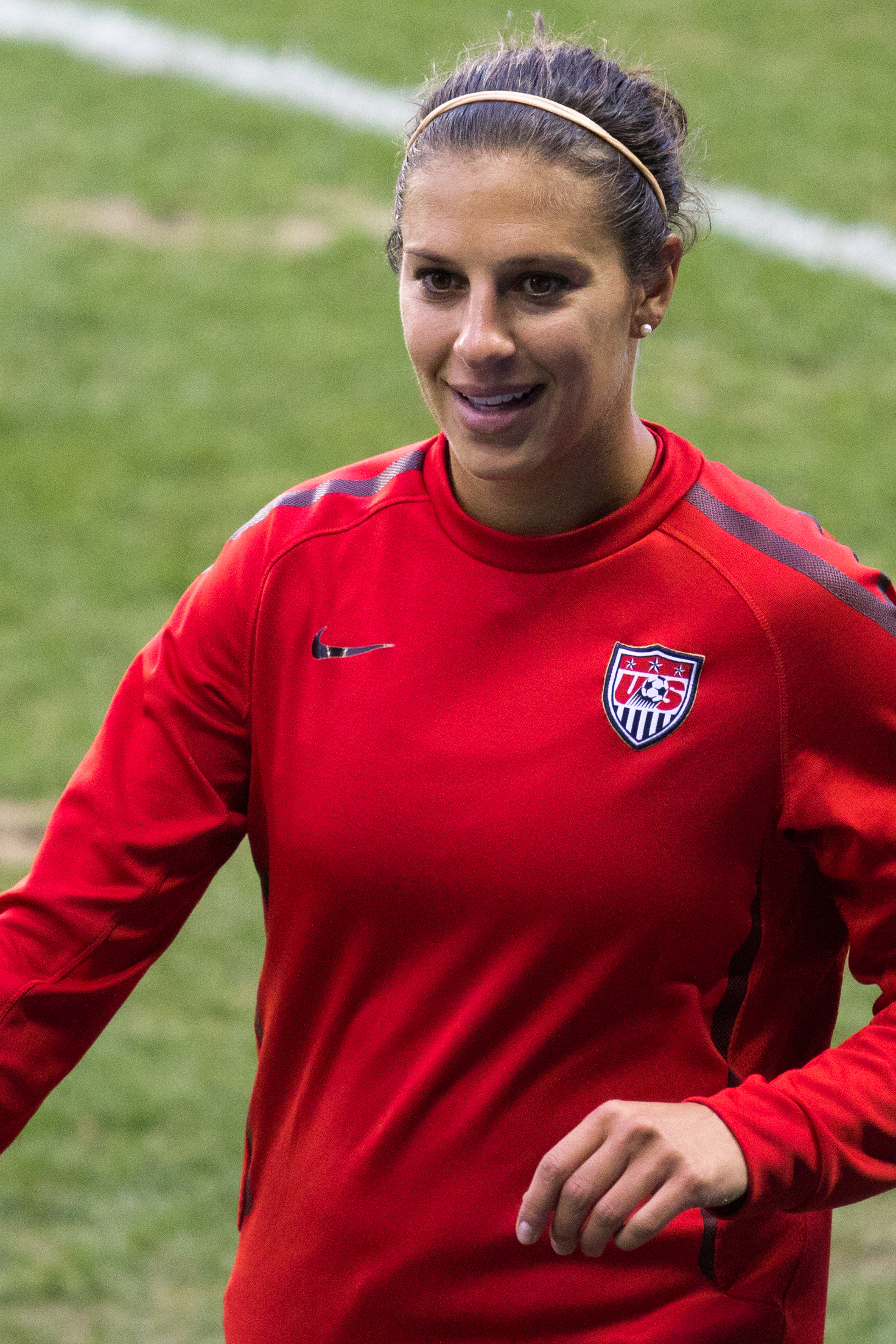
Weltfußballerin 2015: Carli Lloyd

Weltfußballerin wurde 2015 die Amerikanerin Carli Lloyd von Houston Dash. Bei den Trainerwahlen siegten Luis Enrique (FC Barcelona) und Jill Ellis (US-amerikanische Nationalmannschaft). Den FIFA-Puskás-Preis für das schönste Tor gewann Wendell Lira. Während der FIFA Presidential Award in diesem Jahr aufgrund der Sperre von FIFA-Präsident Sepp Blatter nicht vergeben wurde, wurde der FIFA-Fairplay-Preis an alle Flüchtlingshelfer im Weltfußball verliehen. Stellvertretend nahm Gerald Asamoah diesen Preis an. 
Außerdem wurde bei der Gala die FIFA/FIFPro World XI bekanntgegeben:
| Position   | Name              | Verein              |
| ---------- | ----------------- | ------------------- |
| Tor        | Manuel Neuer      | FC Bayern München   |
| Abwehr     | Marcelo           | Real Madrid         |
| Abwehr     | Thiago Silva      | Paris Saint-Germain |
| Abwehr     | Sergio Ramos      | Real Madrid         |
| Abwehr     | Dani Alves        | FC Barcelona        |
| Mittelfeld | Paul Pogba        | Juventus Turin      |
| Mittelfeld | Luka Modrić       | Real Madrid         |
| Mittelfeld | Andrés Iniesta    | FC Barcelona        |
| Sturm      | Lionel Messi      | FC Barcelona        |
| Sturm      | Neymar            | FC Barcelona        |
| Sturm      | Cristiano Ronaldo | Real Madrid         |